# مركز شباب الأمعري
مركز شباب الأمعري هو نادي كرة قدم فلسطيني، ويلعب في الدوري الفلسطيني لأندية الضفة الغربية. الملعب البيتي للفريق هو ملعب فيصل الحسيني الدولي ويستوعب 12 ألف متفرج.

## إنجازات
الدوري الفلسطيني لأندية الضفة الغربية
الفائز (2): 1997، 2011
- كأس رئيس الاتحاد الآسيوي

الوصيف (1): 2012

## وصلات خارجية
- الدوري على موقع الفيفا